# 利柏提敦 (馬里蘭州)
利柏提敦（英語：Libertytown）是位於美國馬里蘭州弗雷德里克縣的一個普查規定居民點。

## 人口
根據2020年美國人口普查的數據，利柏提敦的面積為6.25平方千米，當中陸地面積為6.24平方千米，而水域面積為0.01平方千米。當地共有人口984人，而人口密度為每平方千米157.44人。